# Iwan Iwanowitsch Dedow

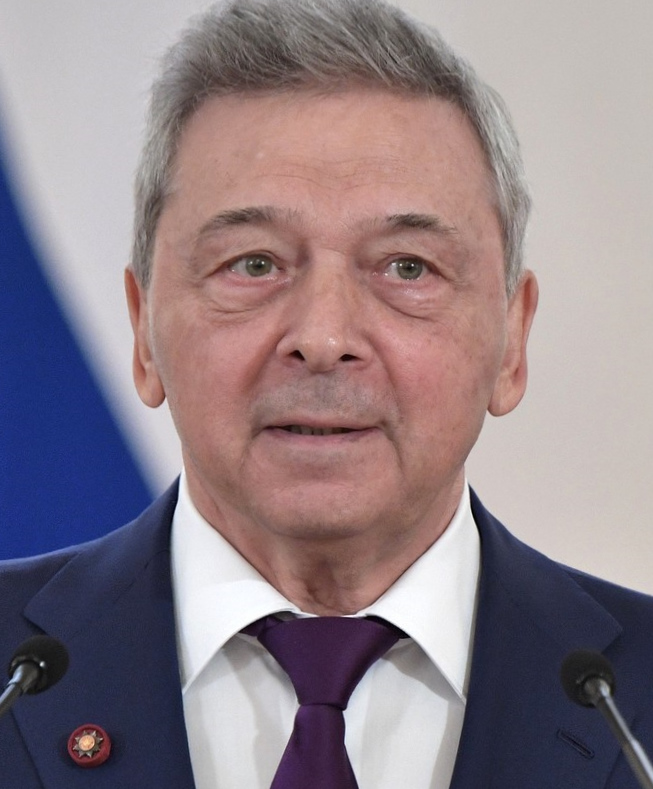
Iwan Dedow (2018)

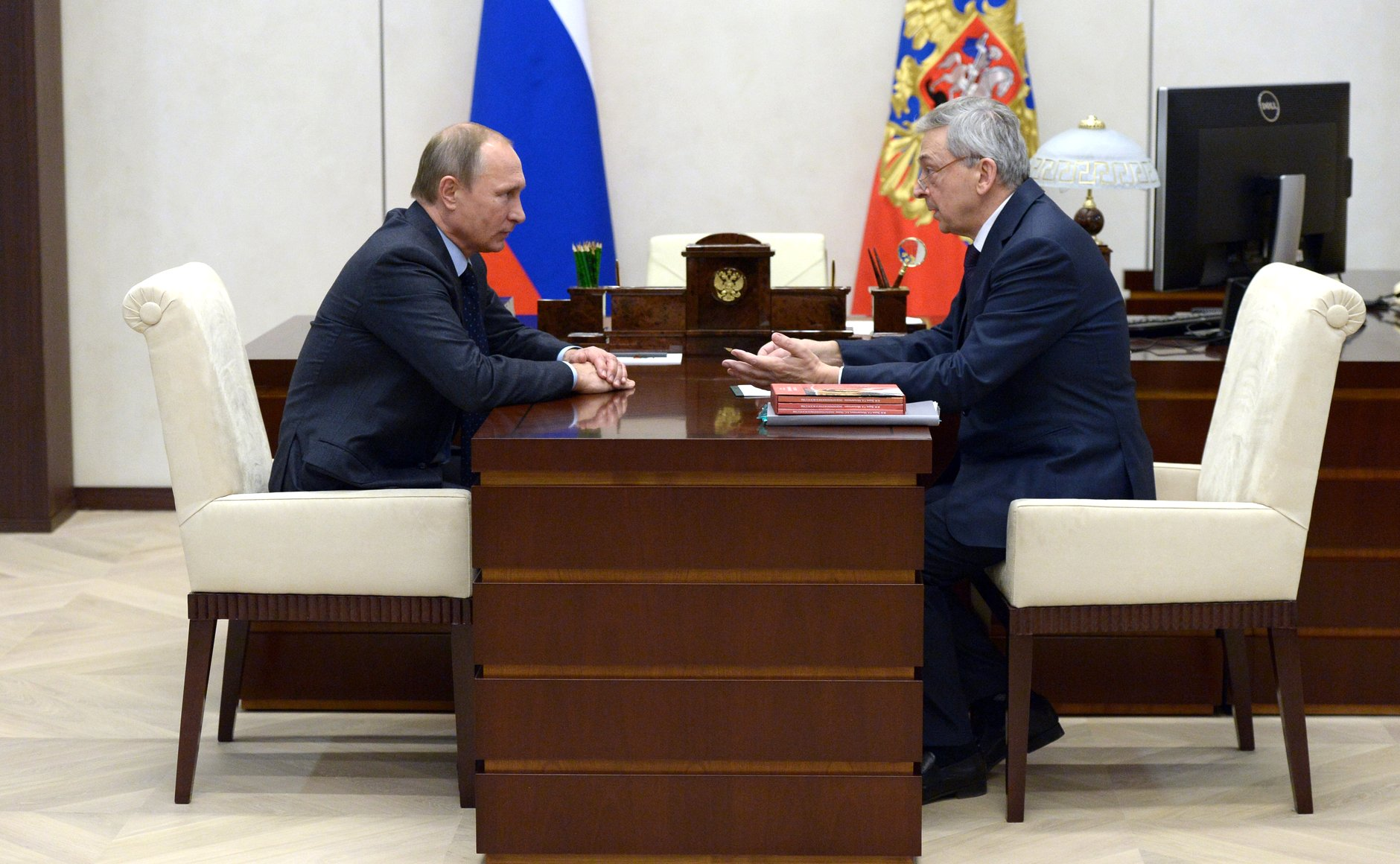
Putin und Dedow 2015

Iwan Iwanowitsch Dedow (russisch Ива́н Ива́нович Де́дов; * 12. Februar 1941 in Dmitrijaschewka, Oblast Woronesch) ist ein sowjetischer und russischer Endokrinologe, ein Spezialist auf dem Gebiet der grundlegenden und angewandten Endokrinologie. Im November 2010 waren seine Arbeiten mehr als 800-mal zitiert worden. 

## Karriere
Im Jahr 1958 schloss er die Schule in Woronesch mit einer Goldmedaille ab und 1964 sein Studium am Medizinischen Institut Woronesch ab. In Obninsk arbeitete er bis 1972 im Labor für Neuroendokrinologie und in der Endokrinologiegruppe des Instituts für Medizinische Radiologie der Akademie der Medizinischen Wissenschaften der UdSSR. Von 1973 bis 1982 arbeitete er in Moskau im Labor für experimentelle Endokrinologie des Instituts für experimentelle und klinische Onkologie der Akademie der Medizinischen Wissenschaften der UdSSR, wo er sich habilitierte (Doktor Nauk). Von 1982 bis 1988 war er Professor der Abteilung für Therapie der Medizinischen Fakultät des Ersten Moskauer Medizinischen Universität I. M. Setschenow. 1988 wurde er Leiter der Abteilung für Endokrinologie und seit 1989 ist er Direktor des Endokrinologischen Forschungszentrums ses Gesundheitsministeriums der Russischen Föderation.
Er war ordentliches Mitglied der Russischen Akademie der Medizinischen Wissenschaften (1994) und ihr letzter Präsident vor der Fusion (2011–2013). Er ist Akademiker der Russischen Akademie der Wissenschaften seit 22. Mai 2003 in der Abteilung für Biowissenschaften (Physiologie, Endokrinologie) und Vizepräsident der Russischen Akademie der Wissenschaften seit 2014. Er ist der Direktor des Endokrinologischen Forschungszentrums und Chefendokrinologe des Gesundheitsministeriums sowie Leiter der Abteilung für Endokrinologie, Medizinische Fakultät, Erste Staatliche Medizinische Universität Moskau.
Präsident Wladimir Putin trifft öfters mit ihm zusammen. Seine Tochter Maria Woronzowa wurde als Ärztin bei ihm ausgebildet.

## Werk
Seit November 2012 leitete er die größte nicht-interventionelle Beobachtungsstudie in Russland (mehr als 100.000 Teilnehmer) zur Sicherheit des Arzneimittels Reduxin (Sibutramin + mikrokristalline Cellulose) zur Gewichtsreduktion bei der Behandlung von Patienten mit alimentärer Fettleibigkeit in der klinischen Praxis.
Seine Arbeit gilt der Untersuchung des neuroendokrinen Systems in Onto- und Phylogenese, genomischen und postgenomischen Technologien, proteomischen Markern der Pathogenese von Erkrankungen des endokrinen Systems; Entwicklung und Umsetzung neuer High-Tech-Methoden zur Diagnose, Behandlung, Prävention und Rehabilitation von Patienten mit Endokrinopathien in die klinische Praxis; Entwicklung von Gen- und Zelltechnologien zur Behandlung von hormonell aktiven Tumoren der endokrinen Drüsen, Erkrankungen des Hypothalamus-Hypophysen- und Fortpflanzungssystems, erblichen Endokrinopathien im Kindesalter, Problemen der männlichen und weiblichen Fortpflanzungsgesundheit. Er entwickelte neue Methoden zur Vorhersage des Risikos, an Diabetes zu erkranken, auf der Basis der genetischen Informationen einer Person. Er untersuchte Genmutationen bei Kindern mit verschiedenen Formen von Wachstums- und Sexualentwicklungsstörungen und identifizierte einige hormonelle und metabolische Marker dieser Krankheiten. Er untersuchte die Ontogenese von Tieren und Menschen unter dem Gesichtspunkt der Entwicklung ihres neuroendokrinen Systems und zeigte den Zusammenhang zwischen dem Funktionszustand des neuroendokrinen Systems und der Anfälligkeit für Strahlenbelastung sowie dem Gesamtüberleben des Einzelnen auf.
Dedow ist Ehrenpräsident der Russischen Vereinigung der Diabetespatienten, Experte der Weltgesundheitsorganisation für Diabetes und Mitglied der International and European Federation of Diabetes.
Er ist u. a. geehrt worden mit den Verdienstorden für das Vaterland und mit dem Orden der Ehre.

## Schriften
- Diabetes mellitus and chronic kidney disease / Sakharnyy diabet i khronicheskaya bolezn pochek, 2009

## Einzelbelege
1. ↑  Иван Дедов возглавил Российскую академию медицинских наук. Abgerufen am 2. Dezember 2023 (russisch).
2. ↑  ДЕДОВ Иван Иванович. Abgerufen am 2. Dezember 2023.
3. ↑  Wladimir Putin: OP, Krebs, Parkinson? Das ist über seinen Gesundheitszustand bekannt. 3. Mai 2022, abgerufen am 2. Dezember 2023.
4. ↑  Militärforschung - Ukraine-Krieg 2.0 - 37. Update. Abgerufen am 2. Dezember 2023.

| Personendaten    | Personendaten                   |
| ---------------- | ------------------------------- |
| NAME             | Dedow, Iwan Iwanowitsch         |
| ALTERNATIVNAMEN  | Де́дов, Ива́н Ива́нович (russisch) |
| KURZBESCHREIBUNG | russischer Endokrinologe        |
| GEBURTSDATUM     | 12. Februar 1941                |
| GEBURTSORT       | Oblast Woronesch, Sowjetunion   |